# 科爾克湖 (謝爾霍恩)
54°12′36″N 10°19′38″E / 54.2101°N 10.3271°E
科爾克湖（德語：Kolksee），是德國的湖泊，位於該國北部石勒蘇益格-荷爾斯泰因州，由普倫縣負責管轄，面積0.03平方公里，平均水深4.1米，最大水深9.7米，水體容量11.9萬立方米，湖岸線長度0.8公里。